# 尤里夫卡 (托馬希夫卡市鎮)
50°14′21″N 29°42′33″E / 50.23917°N 29.70917°E
尤里夫卡（烏克蘭語：Юрівка）是位於烏克蘭北部的村莊，由基辅州法斯蒂夫區的托馬希夫卡市鎮負責管轄。該村始建於1578年，面積0.1平方公里，海拔高度191米，2001年人口148，人口密度每平方公里1,465.4人。